# Så gå vi runt om ett enerissnår

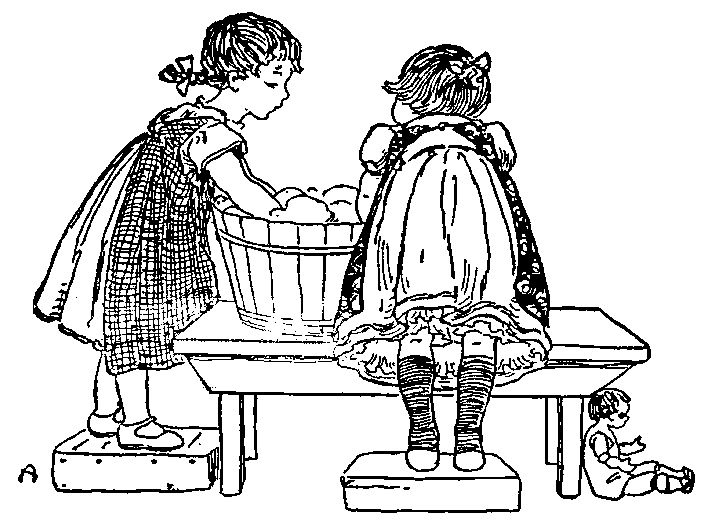
Illustration ur A Book of Nursery Rhymes från 1901.

Så gå vi runt om ett enerissnår eller Så gå vi runt om en enebärabuske (engelska: Here We Go Round the Mulberry Bush) är en sång och danslek, med många alternativa titlar. Den är baserad på en ramsa som utkom i England under 1840-talet, och om man bortser från att den engelska versionen handlade om mullbärsträd istället för enerissnår så är det en i stort sett ordagrann översättning. I Sånglekar från Nääs kallas den De små tvätterskorna. I förordet till den första av de två sångsamlingarna som sammanställdes vid slöjdeseminariet på Nääs slott noteras att många av sånglekarna är efterhärmning av de äldres sysselsättningar och att författaren till förordet ser sånglekarna som en kunskapskälla om gångna släkters seder och bruk.

## Inspelningar
En tidig inspelning på svenska gjordes av Egon Kjerrman 1975 på julalbumet Jul med Egon.

## Övrigt
Sången används också som hejaramsa i supportersammanhang. Supportrarna sjunger då "Så göra vi när vi krossa [motståndarlagets namn]", följt av den veckodag och tid på dygnet matchen spelas.

### Fotnoter
1. ↑  ”Here We Go Round the Mulberry Bush” (på engelska). Wikipedia. https://en.wikipedia.org/w/index.php?title=Here_We_Go_Round_the_Mulberry_Bush&oldid=726486286. Läst 17 december 2016.
2. ↑  Palm Anders, Stenström Johan, red (1999). Barnens svenska sångbok. Stockholm: Bonnier. Libris 8345222. ISBN 91-0-057050-8 (inb.)
3. ↑  ”Jul med Egon”. Svensk mediedatabas. 19 mars 1975. http://smdb.kb.se/catalog/id/001885174. Läst 17 augusti 2011.
4. ↑  Lasse Sandlin (22 september 2000). ”0–2 smickrande för Hammarby” (på svenska). Sportbladet. http://wwwc.aftonbladet.se/sport/0009/22/sandlin.html. Läst 3 juli 2017.